# 호고와종택
호고와종택(好古窩宗宅)은 대한민국 경상북도 구미시 해평면 일선리에 있는 건축물이다. 1985년 8월 5일 경상북도의 문화재자료 제57호로 지정되었다.

## 개요
조선 후기 학자인 유휘문(1773∼1827)이 세운 집이다. 1700년대에 지은 이 집은 유휘문의 호를 따서 ‘호고와종택’이라는 이름이 붙었다.
지금 있는 건물은 원래 안동시 임동면 마령리에 있었으나 임하댐 건설로 옮겨 세운 것이다.

## 같이 보기
- 유휘문

## 참고 자료
- 호고와종택 - 국가유산청 국가유산포털